# Омблетез
Омблетез (фр. Ambleteuse) насеље је и општина у североисточној Француској у региону Север-Па д Кале, у департману Па де Кале која припада префектури Булоњ сир Мер.
По подацима из 2011. године у општини је живело 1909 становника, а густина насељености је износила 350,28 становника/km². Општина се простире на површини од 5,45 km². Налази се на средњој надморској висини од 25 метара (максималној 77 m, а минималној 0 m).

## Демографија
| 1962. | 1968. | 1975. | 1982. | 1990. | 1999. | 2011. |
| ----- | ----- | ----- | ----- | ----- | ----- | ----- |
| 1.187 | 1.219 | 1.441 | 1.805 | 2.007 | 1.976 | 1.909 |

График промене броја становника у току последњих година